# Laputa: Zámek v oblacích
Laputa: Zámek v oblacích (japonsky 天空の城ラピュタ, Tenkú no širo Rapjuta), na DVD vyšlo jako Laputa: Nebeský zámek, je japonský animovaný film (anime), který režíroval Hajao Mijazaki v produkci studia Ghibli. Film měl premiéru 2. srpna 1986. Příběh vypráví o chlapci Pazu a dívce Šítě, kteří hledají tajemný létající ostrov Laputa.
Český název Laputa: Zámek v oblacích se v České republice rozšířil ještě před oficiálním vydáním filmu a vychází z amatérských českých podtitulků. Stejný název použila i Česká televize při výrobě dabingu pro televizní uvedení. DVD distributor nicméně jako distribuční název zvolil Laputa: Nebeský zámek, zřejmě aby film odlišil od dříve vydaného novějšího snímku Hajaa Mijazakiho Howlův kráčející hrad, který byl distribuován pod zavádějícím názvem Zámek v oblacích. Film je známý i pod svým anglickým názvem Castle in the Sky.

## České vydání
Film poprvé na českém DVD vyšel 12. října 2012 v distribuci společnosti Hollywood Classic Entertainment. DVD obsahuje vedle japonské zvukové stopy a českých podtitulků také český dabing vyrobený Českou televizí. Autorem překladu pro dabing i podtitulky byl japanolog Martin Tirala.

## Trivia
Název létajícího města Laputa je inspirován Gulliverovými cestami od Jonathana Swifta, jinak však oba příběhy nemají nic společného. V japonské verzi filmu Pazu říká, že Laputa je uvedena v Gulliverových cestách, ale jde o nepravdivý příběh.
V japonském názvu je Rapjuta kvůli snadnější japonské výslovnosti; slovo Laputa v oficiálním anglickém názvu chybí, poněvadž ve španělštině je „la puta“ vulgarismus.